# Джумабеков, Идрис
Идрис Джумабеков (каз. Ыдырыс Жұмабеков; 25 июня 1926 — 10 октября 2007) — советский государственный деятель. Герой Социалистического Труда, награждён 2 орденами Ленина (1966 и 1971), орденом «Знак Почёта» (1980).

## Биография
Родился 20 октября 1926 года в ауле Жарык Каркаралинского уезда Семипалатинской губернии Казакской АССР в казахской семье и был единственным сыном. 
Окончил Целиноградский ветеринарный техникум, а затем сельскохозяйственный институт.

### Трудовая деятельность
В 1941 году — секретарь Жарыкского аулсовета.
В 1943—1948 годах работал 5 лет стрелочником и дежурным по станции Кызылжар.
В 1948—1956 годах работал в начале счетоводом, а затем бухгалтером в колхозах К.Маркса и В. И. Ленина, в Жанааркинском районном отделе сельского хозяйства, машинно-тракторной станции (МТС), инструктор райкома Компартии Казахстана.
В 1950 году вступил в Всесоюзной Коммунистической партии (большевиков) ВКП(б) / Коммунистическую партию Советского Союза КПСС.
В 1954 году избирался депутатом Жанааркинского районного Совета и членом Карагандинского и Джезказганского обкомов Компартии Казахстана.
В 1956—1962 годах был начальником планового отдела, а после первым заместителем председателя Жанааркинского райисполкома.
В 1962—1972 годах, 10 лет являлся директором совхоза «Женис» Жанааркинского района Карагандинской области Казахской ССР.
В 1967—1971 годах — депутат Верховного Совета Казахской ССР 7-го созыва.
В 1966 году — Делегат ХХIII съезда Коммунистической партии Советского Союза.
В 1971 году — Делегат ХIII съезда Компартии Казахстана.
С 1972 года и до выхода на пенсию был первым заместителем председателя Жанааркинского райисполкома и начальник Жанааркинского районного управления сельского хозяйства Карагандинской (с 1973 года — Джезказганской) области Казахской ССР (ныне — Карагандинской области Республики Казахстан).
Жил в Жанааркинском районе Карагандинской области. После смерти супруги жил в городе Караганда.

## Награды
- Орден Ленина — За короткое время Идрис Джумабеков вывел отстающий совхоз в число самых передовых в области. За достигнутые успехи в развитии животноводства по итогам семилетнего плана (1959—1965)[1].
- Герой Социалистического Труда с вручением ордена Ленина и Золотой медали «Серп и Молот» (8 апреля 1971 года) Указом Президиума Верховного Совета СССР — за выдающиеся успехи, достигнутые в развитии сельскохозяйственного производства и выполнение пятилетнего плана продажи государству продуктов земледелия и животноводства[2].
- Орден Трудового Красного Знамени (1972) — за выдающиеся показатели в развитии овцеводства, выполнение и перевыполнение планов сдачи государству продуктов животноводства руководимый Джумабековым Идрисом совхоз «Женис».

## Личная жизнь
Супруга: Джумабекова Бейбигуль (дев. Тасболатова), дети Манат, Алма, Тиес, Сеит, Қайрат, Зауре, Шуға.
Дети после смерти отца посодействовали назвать одну из улиц Жанааркинского района в честь отца. Сегодня в Жанааркинском районе, с. Тогускен есть улица Идриса Джумабекова.